# Diócesis de Alton
La diócesis de Alton (en latín: Dioecesis Altonensis y en inglés: Roman Catholic Diocese of Alton) fue una circunscripción eclesiástica de la Iglesia católica en Estados Unidos. Se trataba de una diócesis latina, sufragánea de la arquidiócesis de Chicago. Fue suprimida el 26 de octubre de 1923 y restaurada como diócesis titular en 1995. Desde el 30 de octubre de 2001 su obispo titular es Josu Iriondo Zabaleta.

## Territorio y organización
La diócesis extendía su jurisdicción sobre los fieles católicos de rito latino residentes en la parte central sur del estado de Illinois.
La sede de la diócesis se encontraba en la ciudad de Alton, en donde la catedral era la actual iglesia parroquial de San Pedro y San Pablo perteneciente a la diócesis de Springfield en Illinois.
En 1918 en la diócesis existían 16 parroquias.

## Historia

### Antecedentes
Durante el siglo XVII el actual Illinois formó parte de la colonia francesa de Nueva Francia. La diócesis de Quebec, con jurisdicción sobre la colonia, envió numerosos misioneros franceses a la región.
Tras la toma de Nueva Francia por los británicos en 1763, la arquidiócesis de Quebec conservó la jurisdicción sobre las misiones en la zona de Illinois. Sin embargo, la mayoría de los católicos franceses de la zona emigraron a Luisiana. En 1776 los recién declarados Estados Unidos reclamaron la soberanía sobre Illinois y el resto de la región del Medio Oeste.
La diócesis de Quincy fue erigida el 29 de julio de 1853 por el papa Pío IX. La nueva diócesis se convirtió en sufragánea de la arquidiócesis de San Luis. Joseph Melcher, vicario general de la arquidiócesis de San Luis, fue nombrado primer obispo de la nueva sede, pero no aceptó el nombramiento y la sede quedó vacante.

### Diócesis de Alton
El 9 de enero de 1857 se decidió trasladar la sede de Quincy a Alton mediante el breve Jam alias Nos del papa Pío IX, ciudad situada en una región con una presencia católica mucho más numerosa que Quincy; y al mismo tiempo la diócesis asumió el nombre de diócesis de Alton.
En esta ocasión se nombró al primer obispo, originario de Lorena en Francia, Henry Damian Juncker, quien fue párroco en Ohio. Su primera preocupación fue emprender una visita pastoral a la diócesis, que en ese momento contaba con 58 iglesias, 30 misiones, 28 sacerdotes y 50 000 fieles. A su actividad se debe la fundación del seminario y la apertura de varias comunidades religiosas. Juncker fue sucedido por Peter Joseph Baltes, de origen alemán, quien, en cumplimiento de las decisiones del sínodo de Baltimore, dotó a todas las parroquias de un número suficiente de escuelas parroquiales para niños, construidas en ladrillos, para evitar cualquier destrucción causada por incendios.
A su muerte la diócesis permaneció vacante durante dos años, durante los cuales fue gobernada por el vicario John Janssen. En este período de vacancia de la sede, debido al aumento de la población católica del estado, se decidió la división de la diócesis de Alton en dos; la parte sur fue erigida en diócesis el 7 de enero de 1887, con el nombre de diócesis de Belleville mediante el breve Maius animarum del papa León XIII. John Janssen se convirtió en el primer obispo de la nueva diócesis.
En 1888 se nombró al tercer obispo de Alton, el irlandés James Ryan, quien en 1889 convocó el primer sínodo diocesano, que decidió la adaptación de los reglamentos diocesanos a las normas establecidas por los consejos generales de Baltimore, la construcción de nuevas iglesias y nuevas escuelas, parroquias y legislación para el comportamiento de los sacerdotes. Durante el largo episcopado de Ryan, Illinois recibió a un gran número de inmigrantes de Europa, la mayoría de los cuales eran católicos. Se concentraron en la parte central de la diócesis, donde hasta ese momento la presencia católica había sido muy escasa. Ryan fue el primero en establecer una pastoral atenta a las diferentes culturas e idiomas hablados por sus fieles.
Precisamente estos cambios y el aumento de la población católica más repartida por todo el territorio diocesano determinaron que la Santa Sede trasladara una vez más, el 26 de octubre de 1923, la sede episcopal de Alton a Springfield, la capital de Illinois, a una posición más central; al mismo tiempo la diócesis asumió el nombre de diócesis de Springfield en Illinois.

### Diócesis titular
Desde 1995 Alton figura entre las sedes episcopales titulares de la Iglesia católica. Desde el 30 de octubre de 2001 el obispo titular es Josu Iriondo Zabaleta, obispo auxiliar emérito de la arquidiócesis de Nueva York.

## Estadísticas
Según el sitio Catholic-Hierarchy la diócesis tenía en 1918 un total de 87 000 fieles bautizados.
| Año                         | Población            | Población | Población      | Sacerdotes | Sacerdotes    | Sacerdotes    | Bautizados por sacerdote | Diáconos permanentes | Religiosos | Religiosos | Parroquias |
| Año                         | Bautizados católicos | Total     | % de católicos | Total      | Clero secular | Clero regular | Bautizados por sacerdote | Diáconos permanentes | Varones    | Mujeres    | Parroquias |
| --------------------------- | -------------------- | --------- | -------------- | ---------- | ------------- | ------------- | ------------------------ | -------------------- | ---------- | ---------- | ---------- |
| 1918                        | 87 000               |           |                | 199        | 162           | 37            | 437                      |                      |            |            | 16         |
| Fuente: Catholic-Hierarchy. |                      |           |                |            |               |               |                          |                      |            |            |            |

## Episcopologio

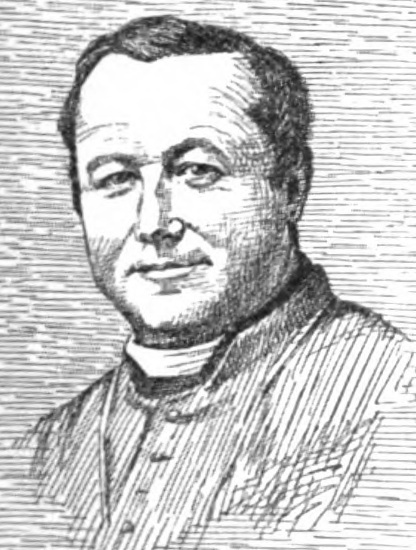
Henry Damian Juncker, primer obispo de Alton

- Henry Damian Juncker † (9 de enero de 1857-2 de octubre de 1868 falleció)
- Peter Joseph Baltes † (24 de septiembre de 1869-15 de febrero de 1886 falleció)
- James Ryan † (24 de febrero de 1888-2 de julio de 1923 falleció)

### Obispos titulares
- John Clayton Nienstedt (12 de junio de 1996-12 de junio de 2001 nombrado obispo de New Ulm)
- Josu Iriondo Zabaleta, desde el 30 de octubre de 2001